# Michel Debout
Pour les articles homonymes, voir Debout.
Michel Debout, né le 10 juillet 1945 à Thonon-les-Bains (Haute-Savoie) et mort le 18 novembre 2024 à Saint-Priest-en-Jarez,, est un médecin et homme politique français.
Il est professeur de médecine légale et de droit de la santé et chef du service de médecine légale au CHU de Saint-Étienne (1980 à 2010). Expert judiciaire près de la cour d'appel de Lyon. Consultant sur les questions de risques psychosociaux et violences au travail (missions au sein des entreprises et administrations).
Par ailleurs, le professeur Debout est connu pour ses engagements politique et associatif dans le domaine médico-social.

## Biographie

### Cursus médical
Michel Debout effectua ses études de médecine à l’Université de Lyon où il obtint sa thèse en 1970. Il est également diplômé d’études et de recherche en psychologie médicale et docteur en droit médical et économie de la santé.
Michel Debout devient professeur de médecine légale et de droit de la santé en 1984 au C.H.U de Saint-Étienne. Il assure de 1980 à 2010 la direction du service de médecine légale de cette institution. Il y avait fondé en 1979 le service d’urgence psychiatrique, unité très innovante en France dont il fut responsable jusqu'en 1984.
Il fut président du Comité d’Éthique du C.H.U de Saint-Étienne (1985 à 1993) et membre du Conseil Supérieur de Médecine Légale, du Conseil National des Universités (46e section), du Conseil National d’Aide aux Victimes (1998 à 2003) et du Haut Conseil de Santé Publique (2005-2011).
Sa vision de la médecine et son parcours professionnel sont jalonnés par nombre d’initiatives et d’engagements dont l’impact est toujours d’actualité.
Dès 1970, il est l’un des pionniers dans l’utilisation des nouveaux outils de communication en médecine et utilise le magnétoscope pour la présentation de sa thèse médicale.
Jeune médecin, il se mobilise pour la libéralisation de l’Interruption Volontaire de Grossesse et fut l’un des acteurs nationaux pour l’obtention de ce droit des femmes.
Tout au long de son parcours de médecin, le Professeur Michel Debout privilégie la qualité de la relation médecin-patient et « révolutionne » ainsi nombre de pratiques médicales : Dès le début des années 1980, il bouleverse l’exercice de la Médecine Légale et instaure une approche humaine vis-à-vis des familles dans une spécialité auparavant murée dans « le secret et le silence de l’instruction ».
Son activité médicale le guide vers des sujets de santé sociétaux, tels que le suicide,, le harcèlement et les violences au travail. Ces sujets deviennent les grands axes de sa vie professionnelle et personnelle dans lesquels il s’investit tant dans l’environnement hospitalier que dans la vie civile en intégrant le Conseil Économique et Social en 1991 ou en créant en 1999 l’Union Nationale pour la Prévention du Suicide.
Le Professeur Debout coanime avec Jean-Claude Delgènes (Technologia)  l’« Appel des 44 » pour la création d’un observatoire des suicides.

### Engagement politique
Michel Debout adhère au Parti socialiste en 1973 et est, à l’âge de 27 ans, candidat aux élections législatives dans la circonscription de Thonon-les-Bains (Haute-Savoie). Il se présente par la suite à de nombreuses élections tant locales que législatives en Haute-Savoie, puis dans la Loire.
Michel Debout fut élu en 1986 au conseil régional de Rhône-Alpes et réélu en 1992. Il fut conseiller municipal d’opposition à Saint-Étienne, puis au Chambon-Feugerolles entre 1983 et 1995. En 2008, il est candidat aux élections municipales à Saint-Étienne sur la liste du MoDem conduite par Gilles Artigues.
Au sein du Parti socialiste, il occupe les fonctions de :
- 1979-1980 : Premier Secrétaire de la Fédération de la Loire du Parti socialiste
- 1981-2000 : membre du Conseil national
- 1988-2000 : membre du Bureau national
- 1991-1993 et 1994-1995 : Secrétaire national
- Secrétaire Général du Comité économique social et culturel (CESC) aux côtés de son président René Teulade depuis 1998.

Michel Debout est l’un des membres fondateurs de la Fondation Jean-Jaurès, dont le Président-Fondateur est Pierre Mauroy.

### Vie associative

#### Engagements associatifs
Jeune étudiant en médecine, Michel Debout s’engage très vite dans la vie associative. Il préside durant environ un an l’AGEL (Association Générale des Étudiants de Lyon). À ce titre, il fut administrateur de la MNEF et du CROUS.
Il s’impliqua, en tant que jeune médecin, dans des dossiers de santé publique tels que l’avortement, la toxicomanie, les violences et marqua durablement son empreinte en étant fondateur de plusieurs associations dès les années 1970 :
- Association Choisir Lyon – MLAC (Mouvement pour la Liberté de l’Avortement et de la Contraception)
- Association Rimbaud, structure stéphanoise d’accompagnement de toxicomanes
- Association « Mouvement Santé Population » qui s’engagea pour la transformation radicale de l’Ordre des Médecins.

Michel Debout poursuivit son engagement d’homme et de médecin en étant :
- Président Fondateur de « Violences au Travail Environnement » (VTE)
- Président Fondateur de « Loire Prévention Suicide » (2001)
- Président Fondateur de l'UNPS: « Union Nationale de la Prévention du Suicide » (1999 - 2010)
- Président Fondateur de « Bien Être et Société » (2012)

Au travers de cette association, le Professeur Debout a voulu et a su sensibiliser l’opinion publique à l’importance de la prévention du suicide. Depuis la création de l’UNPS, le professeur Debout n’a eu de cesse, grâce à son expertise reconnue du sujet, d’en « faire bouger les lignes » et de parvenir à transformer ce drame en problème de santé publique à part entière.

#### Conseil Économique et Social
Dès 1991, l’expertise du professeur Debout dans les domaines liés à la violence sous toutes ses formes le conduisit vers des mandats au sein du Conseil Économique et Social. Il y fut nommé par François Mitterrand membre de la section des Affaires Sociales (1991-1993) puis par Lionel Jospin à la section du Travail (1997-1999). Il en assura la Vice-Présidence entre 1999 et 2004. Il a été nommé en avril 2014 Personnalité Qualifiée dans la section de l'environnement.
Dans cette instance, le professeur Debout fut l’auteur de trois rapports :
- Le suicide (1993)
- Travail, Violences, Environnement (1999)
- Le harcèlement moral au travail (2001)

## Publications
Principaux ouvrages
- Psychiatrie d’urgence, médecine de la crise, Éditions Masson, avril 1981
- Le désordre médical, avec Gérard Clavairoly, Éditions L’Harmattan 1986
- Avis et rapport du Conseil Économique et Social, La Documentation Française, juillet 1993
- Le suicide, collection « Vivre et Comprendre », Éditions Ellipse, 1996
- Travail, Violences, Environnement, Avis et rapport du Conseil Économique et Social,

La Documentation Française, novembre 1999
- Le harcèlement moral au travail, Avis et rapport du Conseil Économique et Social,

La Documentation Française, avril 2001
- La France du suicide, Éditions Stock, février 2002
- Violences au travail, avec Christian Larose, Éditions de l'Atelier, mars 2003
- Science et mythologie du mort, avec Denis Cettour, Éditions Vuibert, février 2006
- Prévenir la maltraitance envers les personnes âgées, Éditions ENSP, 2003
- Socialiste, allons voir si la Gauche, avec Marie-Françoise Poyet, Éditions Sitbon, mai 2006
- Risques psycho-sociaux au travail : vraie question et bonnes réponses, Association Violences Travail Environnement (VTE), Éditions Liaisons Sociales, 2008 – 2e édition en 2011
- Les sept chantiers capitaux, avec Gérard Clavairoly, Éditions L’Harmattan, mai 2011
- Tout doit disparaître, travail et souffrances psychologiques, Éditions Narratives, septembre 2009
- Traité de Médecine Légale et de droit de la santé, avec Patrick Chariot, Éditions Vuibert, février 2010
- Engagé ! avec Patrick Françon, Éditions de Phénécie, novembre 2011
- Suicide, un tabou français avec Gérard Clavairoly, Éditions Pascal, mai 2012
- Éloge de la dette, Éditions Abatos, avril 2013
- Le traumatisme du chômage, Éditions de l'Atelier et de la Fondation Jean Jaurès, janvier 2015

Ouvrages collectifs :
- L'état de l'opinion 2001 présenté, avec Olivier Duhamel, Philippe Méchet, Édition du Seuil, février 2002
- Dictionnaire critique de Sciences Criminelles, Éditions Dalloz, 2004
- Évaluation de programmes en prévention du suicide, sous la direction de François Chagnon et Brian L. Mishara, Presse de l'Université du Québec, mai 2004
- Le suicide et sa prévention, émergence du concept, actualité des programmes, sous la direction de Agnès Batt, Alain Jourdain, préface de Michel Debout, Éditions ENSP, janvier 2005
- Risques psychosociaux au travail, Yves Grasset, Michel Debout, Sabrina Rouat, Olivier Bachelard, Éditions Liaisons, mars 2011
- Travail: mode(s) d'emploi, Revue forum, Éditions FO, janvier 2012
- Résilience et relations humaines, Sous la direction de Roland Coutanceau et Rachid Bennegadi, avec Luis Vasquez, Éditions Dunod, juin 2014